# Tratado de Goulet

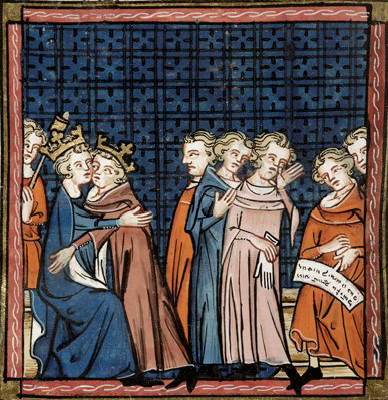
Fue un tratado firmado por Felipe Augusto y Juan sin Tierra reconciliados gracias a la intervención de Arturo I de Bretaña tras la invasión de Normandía llevada a cabo por el rey de Francia, tratado sellado después de la tregua de Vernon.

El Tratado de Goulet data del  22 de mayo de 1200.
Fue un tratado firmado por Felipe Augusto y Juan sin Tierra reconciliados gracias a la intervención de Arturo I de Bretaña tras la invasión de Normandía llevada a cabo por el rey de Francia, tratado sellado después de la tregua de Vernon (enero de 1199).
El Capeto ganó al condado de Évreux y de Berry, pero dejó en manos de los Plantagenet sus derechos sobre Bretaña.
Arturo tuvo que renunciar a sus pretensiones en Normandía, Anjou y Aquitania, y rendir vasallaje a su tío Juan sin Tierra por el ducado de Bretaña. El rey de Inglaterra renunció a su alianza con Otón IV
Un matrimonio selló el acuerdo: el futuro Luis VIII de Francia se casó con Blanca de Castilla, sobrina de Juan sin Tierra. Blanca aportó, como dote: Châteauroux, Issoudun y Graçay
- Datos: Q449076